# Acuto
Acuto és un comune (municipi) de la província de Frosinone, a la regió italiana del Laci, situat a uns 60 km a l'est de Roma i a uns 20 km al nord-oest de Frosinone.
Acuto limita amb els municipis d'Anagni, Ferentino, Fiuggi i Piglio.
A 1 de gener de 2019 tenia 1.876 habitants.